# Sipunculus nudus
Espèce
Le siponcle nu (Sipunculus nudus) est une espèce de vers marins siponculiens. Il est couramment appelé bibi.

## Répartition
Le siponcle nu vit de l'étage infralitoral à des profondeurs importantes. Il est présent en Méditerranée, en Manche et en Atlantique.